# 24968 Chernyakhovsky
24968 Chernyakhovsky este un asteroid din centura principală de asteroizi.

## Descriere
24968 Chernyakhovsky este un asteroid din centura principală de asteroizi. A fost descoperit pe 23 ianuarie 1998 la Socorro, New Mexico, în cadrul proiectului LINEAR. Asteroidul prezintă o orbită caracterizată de o semiaxă mare de 2,33 ua, o excentricitate de 0,08 și o înclinație de 5,7° în raport cu ecliptica.